# Медведже
Медведже або Медвеже (словац. Medvedie) — село в Словаччині, Свидницькому окрузі Пряшівського краю.
Уперше згадується у 1572 році.

## Географія
Розташоване в північно-східній частині Словаччини в Ондавській височині, яка є частиною Низьких Бескидів недалеко кордону з Польщею. Протікає Гришов потік.

## Пам'ятки
У селі є дерев'яна православна церква святого великомученика Димитрія з 1903 року, з 1988 року національна культурна пам'ятка.
Крім неї є також греко-католицька церква святого великомученика Димитрія з 1939 року в стилі бароко.

## Населення
| Рік:            | 1994. | 2004. | 2014.    | 2024.   |
| --------------- | ----- | ----- | -------- | ------- |
| Кількість осіб: | 75    | 57    | 47       | 43      |
| Різниця:        |       | -24 % | -17,54 % | -8,51 % |

| Рік:            | 2023. | 2024.   |
| --------------- | ----- | ------- |
| Кількість осіб: | 45    | 43      |
| Різниця:        |       | -4,44 % |

В селі проживає 51 осіб.
Національний склад населення (за даними останнього перепису населення — 2001 року):
- словаки — 64,52 %
- русини — 33,87 %
- українці — 1,61 %

Склад населення за приналежністю до релігії станом на 2001 рік:
- православні — 80,65 %,
- греко-католики — 12,90 %,
- римо-католики — 4,84 %,
- не вважають себе віруючими або не належать до жодної вищезгаданої церкви- 1,61 %